# Tuesday Weld
Tuesday Weld (* 27. August 1943 in New York als Susan Ker Weld) ist eine US-amerikanische Schauspielerin.

## Leben und Wirken
Väterlicherseits stammt die Schauspielerin aus einer traditionsreichen neuenglischen Familie, den Welds; zu ihren Verwandten gehört u. a. Alexander Graham Bell. Tuesday Welds Vater galt jedoch als „schwarzes Schaf“ der Familie und starb bereits 1947, kurz vor dem vierten Geburtstag seiner Tochter. Aus finanziellen Gründen brachte die verwitwete Mutter ihre Tochter daraufhin als Kindermodel ins Showgeschäft. Nach eigenen Angaben war ihre Kindheit und Jugend traurig; sie sei bereits im Alter von neun oder zehn Jahren mit dem Trinken von Alkohol angefangen und habe mit 12 Jahren einen Suizidversuch verübt. Ihr Filmdebüt machte Weld im Jahr 1956 im Teenie-Film Rock, Rock, Rock, worauf weitere Film- und Fernsehrollen folgten. Sie erhielt statt ihres eigentlichen Vornamens Susan den Künstlervornamen Tuesday. Unter anderem war sie von 1959 bis 1962 als wiederkehrender Gaststar in 17 Folgen der Teenager-Serie The Many Loves of Dobie Gillis zu sehen.
1960 gewann die damals 17-jährige Weld für ihre vierte Filmrolle in dem Musikfilm Fünf Pennies den Golden Globe Award in der Kategorie Beste Nachwuchsdarstellerin. Im Folgejahr spielte sie an der Seite von Elvis Presley in Lied des Rebellen. Sie geriet dabei durch eine zeitweilige Affäre mit Presley in die Schlagzeilen, der offiziell bereits mit Priscilla zusammen war. Stanley Kubrick bot ihr in dieser Zeit auch die Titelrolle in seinem Film Lolita von 1962 an, die sie aufgrund zu großer Nähe zu ihrem eigenen Leben ablehnte. Stattdessen agierte sie 1962 in Frank Tashlins Komödie Bachelor Flat an der Seite von Terry-Thomas und Richard Beymer als 17-jährige Teenagerin, die mehreren Männern den Kopf verdreht – eine für sie in dieser Zeit typische Rolle. Schon im Teenageralter wurde die Blondine Weld von Hollywood als „nächste Marilyn Monroe“ vermarktet.
Entgegen ihrem Image als Sexsymbol suchte Weld im Verlaufe der 1960er-Jahre zunehmend schauspielerisch anspruchsvollere Rollen. Die Schauspielerin war dabei oft auf leichtsinnige, impulsive, gefährliche oder allgemein entgegen der gesellschaftlichen Moral handelnde Frauenfiguren besetzt. 1965 verkörperte sie eine ihrer bekanntesten Rollen an der Seite von Steve McQueen in Norman Jewisons Filmdrama Cincinnati Kid. In den darauffolgenden Jahren spielte sie u. a. eine zum Hollywood-Star werdende Schulabbrecherin in der schwarzen Komödie Lord Love a Duck (1966) von George Axelrod, die Abigail Williams in einer Fernsehverfilmung (1967) von Arthur Millers Hexenjagd und eine psychopathische Schülerin in dem Thriller Der Engel mit der Mörderhand (1968) an der Seite von Anthony Perkins. 1970 verkörperte sie die jugendliche Geliebte von Gregory Pecks Titelfigur in John Frankenheimers Drama Der Sheriff.
In den 1970er- und 1980er-Jahren Jahren setzte Weld ihre Karriere mit vorwiegend dramatischen Rollen fort. Sie sei dabei offenbar „unweigerlich zu Rollen hingezogen“ gewesen, die „Verfall und Enttäuschung, Unglück und Zusammenbruch zeigen“. In Ein Zauberer an meiner Seite verkörperte sie 1971 neben Jack Nicholson und Orson Welles die Hauptrolle eines Hippie-Mädchens. Für ihre Darstellung einer depressiven Schauspielerin in dem Filmdrama Spiel dein Spiel erhielt sie bei den Golden Globe Awards 1973 eine Nominierung in der Kategorie Beste Hauptdarstellerin – Drama. 1977 folgte eine Oscar-Nominierung als beste Nebendarstellerin für Richard Brooks’ Krimidrama Auf der Suche nach Mr. Goodbar, in dem sie als sexuell befreit lebende Schwester von Diane Keaton auftrat. Es folgten weitere Kinorollen, so als Drogensüchtige in Dreckige Hunde (1978) von Karel Reisz und als die Ehefrau von James Caan in Michael Manns Der Einzelgänger (1981).
In den 1980er-Jahren übernahm Weld auch zunehmend wieder Fernsehrollen; 1983 wurde sie für ihre Darstellung der Affäre eines verheirateten Mannes in dem Fernsehfilm The Winter of Our Discontent mit dem Emmy ausgezeichnet, es war die Verfilmung eines gleichnamigen Buches von John Steinbeck. Zu den bekanntesten Kinofilmen, bei denen Weld mitwirkte, zählt das Filmepos Es war einmal in Amerika (1984) von Sergio Leone, in dem sie die Geliebte von James Woods verkörperte. Für diese Darstellung erhielt sie auch eine Nominierung für den British Academy Film Award als beste Nebendarstellerin. Ab den späten 1980er-Jahren übernahm Weld nur noch sporadisch Filmrollen, darunter als Nebendarstellerin in Joel Schumachers Actionfilm Falling Down – Ein ganz normaler Tag (1993) neben Michael Douglas und in Minnesota (1996) an der Seite von Keanu Reeves. Ihre bislang letzten Rollen hatte Weld in den 2001 veröffentlichten Filmen Investigating Sex und Chelsea Walls, seitdem hat sie sich gänzlich aus dem Filmgeschäft zurückgezogen.
Während Weld in ihrer Jugend mit einem turbulenten Privatleben oft Gegenstand von Klatschzeitschriften war, lebt sie seit einigen Jahrzehnten für eine Hollywood-Schauspielerin außergewöhnlich zurückgezogen. Weld war von 1965 bis 1971 mit dem Schriftsteller Claude Harz, von 1975 bis 1980 mit dem Schauspieler Dudley Moore und von 1985 bis 1998 mit dem Violinisten Pinchas Zukerman verheiratet. Aus der ersten Ehe ging eine Tochter, aus der zweiten ein Sohn hervor.

## Rezeption
2011 schrieb das Slant Magazine in einem Porträt über die Schauspielerin: „Trotz ihrer Pin-up-Herkunft hat sich Weld als eines der einzigartigsten Filmschauspielertalente der letzten 50 Jahre erwiesen.“ Das Magazin zitiert dabei auch verschiedene Kritiker, welche u. a. die Natürlichkeit und Intensität der Schauspielerin in ihren Rollen lobten. Weld lehnte in dieser Zeit einige vielversprechende Rollen wie die der Bonnie in Bonnie und Clyde (1967) ab. Einige Kritiker unterstellten ihr deshalb eine schlechte Rollenwahl – Weld selbst erklärte allerdings, ihr Ziel sei nicht gewesen, eine große Hollywood-Karriere zu machen.
Die 2001 gegründete britische Band The Real Tuesday Weld benannte sich nach ihr.

## Auszeichnungen
- 1972: Nominierung – Golden Globe Award als beste Darstellerin für Spiel dein Spiel
- 1977: Nominierung – Oscar als beste Nebendarstellerin für Auf der Suche nach Mr. Goodbar
- 1982: CableACE Award als beste Darstellerin in einem Theater (nicht-Musical) für The Rainmaker
- 1983: Nominierung – Emmy als beste Nebendarstellerin (Miniserie oder Spielfilm) für The Winter of Our Discontent
- 1984: Nominierung – BAFTA Award als beste Nebendarstellerin für Es war einmal in Amerika

## Filmografie (Auswahl)
- 1956: Rock, Rock, Rock (Rock, Rock, Rock!)
- 1956: Der falsche Mann (The Wrong Man)
- 1958: Keine Angst vor scharfen Sachen (Rally ’Round the Flag)
- 1959: Fünf Pennies (The Five Pennies)
- 1959, 1960: 77 Sunset Strip (Fernsehserie, 2 Folgen)
- 1959–1962: The Many Loves of Dobie Gillis (Fernsehserie, 17 Folgen)
- 1960: The Private Lives of Adam and Eve
- 1960: Because They’re Young
- 1960: Sex Kittens Go to College
- 1960: Der Spätzünder (High Time)
- 1961: Rückkehr nach Peyton Place (Return to Peyton Place)
- 1961: Lied des Rebellen (Wild in the Country)
- 1962: Dinosaurier bevorzugt (Bachelor Flat)
- 1963: Ein Soldat steht im Regen (Soldier in the Rain)
- 1964: Auf der Flucht (The Fugitive, Fernsehserie, Folge 2x08)
- 1965: Schweden – Nur der Liebe wegen (I’ll Take Sweden)
- 1965: Cincinnati Kid (The Cincinnati Kid)
- 1966: Mollymauk, der Wunderknabe (Lord Love a Duck)
- 1967: The Crucible (Fernsehfilm)
- 1968: Der Engel mit der Mörderhand (Pretty Poison)
- 1970: Der Sheriff (I Walk the Line)
- 1971: Ein Zauberer an meiner Seite (A Safe Place)
- 1972: Spiel dein Spiel (Play It as It Lays)
- 1974: Reflections of Murder (Fernsehfilm)
- 1977: Auf der Suche nach Mr. Goodbar (Looking for Mr. Goodbar)
- 1978: Eingekreist (A Question of Guilt, Fernsehfilm)
- 1978: Dreckige Hunde (Who’ll Stop the Rain)
- 1980: Crazy Family – Eine total verrückte Familie (Serial)
- 1981: Der Einzelgänger (Thief)
- 1982: Daddy! Daddy! Fünf Nervensägen und ein Vater (Author! Author!)
- 1982: The Rainmaker (Fernsehfilm)
- 1983: The Winter of Our Discontent (Fernsehfilm)
- 1984: Es war einmal in Amerika (Once Upon a Time in America)
- 1984: Aufs Kreuz gelegt (Scorned and Swindled, Fernsehfilm)
- 1986: Circle of Violence: A Family Drama (Fernsehfilm)
- 1986: Herzklopfen zu dritt (Something in Common, Fernsehfilm)
- 1988: Heartbreak Hotel
- 1993: Falling Down – Ein ganz normaler Tag (Falling Down)
- 1996: Minnesota (Feeling Minnesota)
- 2001: Investigating Sex
- 2001: Chelsea Walls